# Curd Ochwadt
Curd Ochwadt (* 27. März 1923 in Hannover; † 17. Juli 2012 ebenda) war ein deutscher Schriftsteller, Übersetzer, Herausgeber, insbesondere wissenschaftlicher Quellenwerke, und Verleger. Seine wissenschaftlichen Recherchen machten Wilhelm zu Schaumburg-Lippe als einzigen bedeutenden deutschen Militärrevolutionär bekannt.

## Leben
Der Sohn eines Rechtsanwalts wuchs in Hannover auf und besuchte dort das Ratsgymnasium. 1938 lernte er den in Schnega im Wendland lebenden Maler Hugo Körtzinger kennen. Seit 1942 Soldat, geriet Ochwadt im April 1945 in Italien in amerikanische Kriegsgefangenschaft. Von 1950 bis 1953 studierte er in Freiburg im Breisgau Philosophie, wo er an Seminaren von Martin Heidegger teilnahm und den Philosophen und Lektor Heinrich Ochsner als seinen Lehrer kennenlernte. Seitdem lebte er wieder in Hannover, wo er den Charis Verlag gründete, in dem zahlreiche seiner Bücher erschienen.

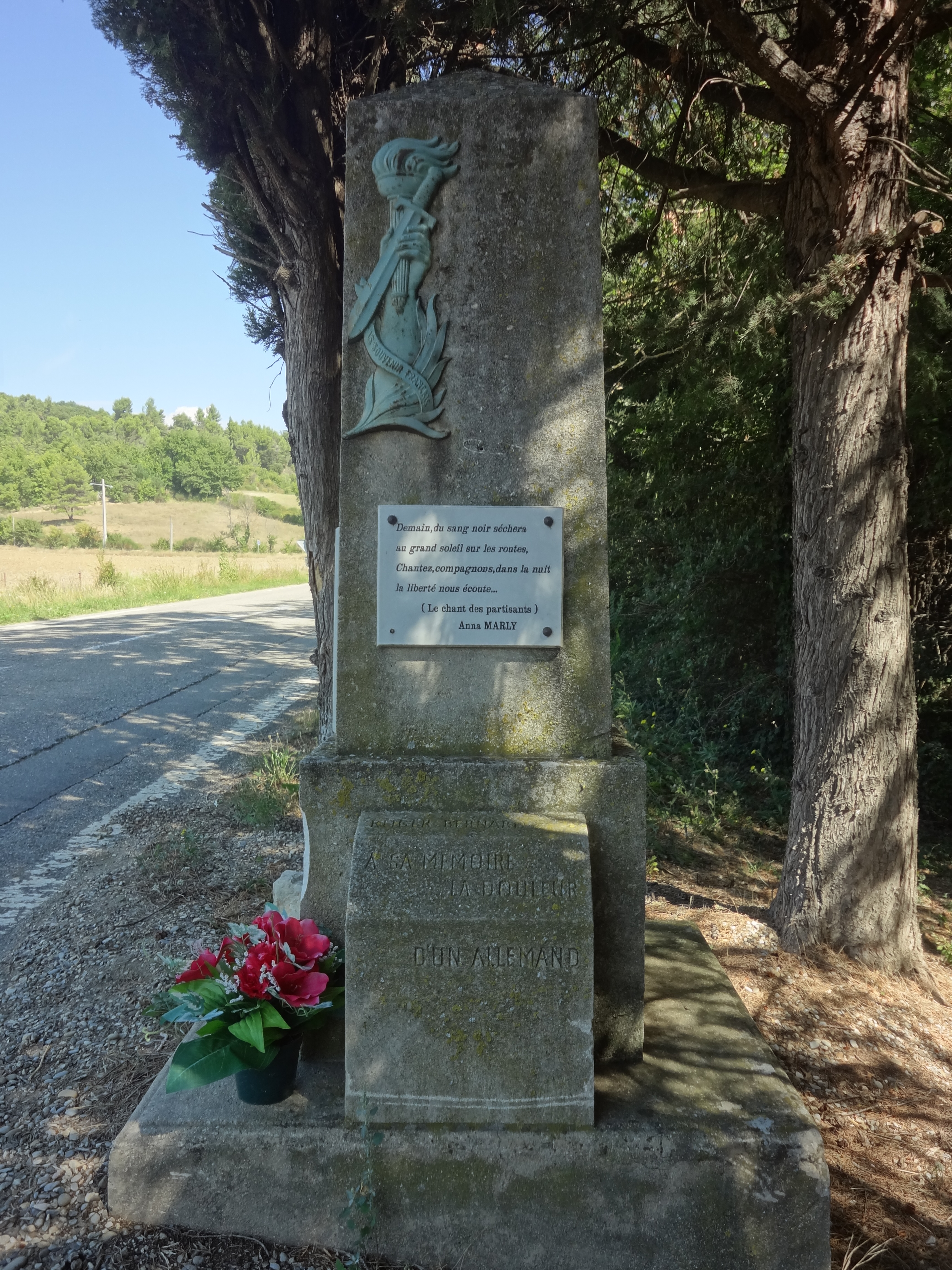
Stele zum Gedenken an den Résistance-Dichter Roger Bernard, aufgestellt in Saint-Martin-de-Castillon auf Initiative Ochwadts

Ochwadts geistige Interessen verbinden sich mit vier Persönlichkeiten, deren Werk er sich als Herausgeber und Übersetzer vor allem widmete: Martin Heidegger, Arthur Rimbaud, dem Grafen Wilhelm zu Schaumburg-Lippe und René Char: 1961 erschien im Verlag Lambert Schneider seine Übersetzung der „Briefe und Dokumente“ Arthur Rimbauds. Nachdem er 1966 im Fürstlich Schaumburg-Lippischen Hausarchiv in Bückeburg auf die Schriften des Grafen Wilhelm zu Schaumburg-Lippe (1724–1777) gestoßen war, bemühte er sich um eine Edition – ermuntert und unterstützt von dem hannoverschen Historiker Georg Schnath, von Martin Heidegger und von Kurt Müller (Leibniz-Archiv Hannover). Ab 1969 arbeitete er im Leibniz-Archiv der Niedersächsischen Landesbibliothek an den Schriften und Briefe des Grafen Wilhelm zu Schaumburg-Lippe, die 1977 bis 1983 in drei Bänden erschienen. Nach dem Tod Martin Heideggers, den er im Juli 1975 zum letzten Mal besucht hatte, begann seine Mitarbeit an der Gesamtausgabe Heideggers; als erster Band erschienen 1977 die von Ochwadt aus den französischen Seminarprotokollen übersetzten und herausgegebenen Vier Seminare, 1982 die Freiburger Vorlesung Hölderlins Hymne ‚Andenken‘, schließlich im Jahr 2000 Zu Hölderlin / Griechenlandreisen. 1978 lernte Ochwadt den französischen Dichter René Char kennen, den er in den Folgejahren häufig in dessen Wohnort L’Isle-sur-la-Sorgue besuchte. Ochwadt übersetzte nach Chars Tod 1988 eines seiner Schauspiele und veröffentlichte es mit einem Nachwort unter dem Titel „Die Sonne der Wasser“.
Seit 1963 sammelte er historische Texte für ein Buch: „Das Steinhuder Meer“, das 1967 erschien. Nachdem er 1935 das Segeln auf dem Steinhuder Meer begonnen hatte, übte er diesen Sport bis in späte Jahre aus; auch als ehrenamtlicher Sportfunktionär und Betreuer sowie als Verfasser einer Finn-Fibel. Im Jahr 1965 wurde er in den Vorstand des Deutschen Segler-Verbands gewählt; 1968 leitete er die Segelmannschaft der Bundesrepublik Deutschland bei den Segelwettbewerben der Olympischen Spiele in Mexiko.
1981 gab Ochwadt zusammen mit Erwin Tecklenborg die Gedenkschrift Das Maß des Verborgenen für Heinrich Ochsner heraus. Der 1988 erschienenen Publikation Ernst Barlach, Hugo Körtzinger und Hermann F. Reemtsma folgte 1991 die von Ochwadt herausgegebene Monographie Hugo Körtzinger: „Bilder, Plastiken, Schriften“ über den Künstler (1892–1967). Den Abschluss seiner publizistischen Tätigkeit bildeten die im Jahre 2004 mit Ulrich Breden herausgegebenen Briefe Werner Krafts an Curd Ochwadt unter dem Titel Zwischen Jerusalem und Hannover. Mit Werner Kraft, dem aus Hannover stammenden Bibliothekar und Dichter, hatte Ochwadt seit 1962 im Briefwechsel gestanden.
Sein Grab befindet sich in Hannover auf dem Stadtfriedhof Engesohde.

## Veröffentlichungen (Auswahl)
- Zum Gedächtnis. Kessel ostwärts Dubrowka, Dezember 1942. Gedicht. In: Die Gegenwart. Bd. 11, 1956, Nr. 264 (14. Juli), S. 444.
- als Hrsg. und Übersetzer: Arthur Rimbaud, Briefe und Dokumente. Hrsg., übersetzt und erläutert von Curd Ochwadt. Lambert Schneider, Heidelberg 1961 (Taschenbuch: Rowohlt 1964).
  - Briefe und Dokumente. Übersetzt und erläutert von Curd Ochwadt. Erweiterte Neuausgabe Berlin 2021. ISBN 978-3-945980-58-3. pdf
- Ein kleiner Väinämöinen. Eine Beobachtung mit einigen Hinweisen auf das finnische Volksepos Kalevala. Für einen Freundeskreis. Charis, Hannover 1962.
- Werner Kraft: Jerusalem. Gedicht. Mit einer Nachbemerkung von Curd Ochwadt. In: Hannoversche Allgemeine Zeitung, 12. August 1963.
- als Übersetzer: Isabelle Rimbaud, Rimbauds letzte Reise. – Vitalie Rimbaud: In London 1874. Übersetzung und Nachbemerkungen von Curd Ochwadt. Charis, Hannover 1964.
- Finn-Fibel. Vom Umgang mit der olympischen Einmannjolle (= Kleine Yachtbücherei). Klasing, Bielefeld / Berlin 1967.
- Peter Hübotter, Curd Ochwadt: Das Steinhuder Meer. Karte mit Flur- und Fischerflurnamen. Charis, Hannover-Kirchrode 1967.
- Das Steinhuder Meer. Eine Sammlung von Nachrichten und Beschreibungen bis 1900. Mit Übersetzungen und Nachbemerkungen hrsg. von Curd Ochwadt. Piepenbrink, Hannover 1967 (2. Auflage: Charis, Hannover 1975).
- Wilhelmstein und Wilhelmsteiner Feld. Vom Werk des Grafen Wilhelm zu Schaumburg-Lippe (1724–1777). Charis, Hannover [um 1970].
- Die Säulen des Herakles. In: Neue Deutsche Hefte. Bd. 18, 1971, Heft 132, S. 19–22.
- Voltaire und die Grafen zu Schaumburg-Lippe. Bremen, Wolfenbüttel: Jacobi-Verlag 1977. (Henri Duranton: Rezension. In: Francia. Bd. 7, 1979, S. 786 f.).
- Wilhelm Graf zu Schaumburg-Lippe, 1724–1777. Zur 200. Wiederkehr des Todestages. Hrsg.: Schaumburg-Lippischer Heimatverein e. V. Driftmann, Bückeburg 1977.
- als Hrsg.: Wilhelm Graf zu Schaumburg-Lippe, Schriften und Briefe (= Veröffentlichungen des Leibniz-Archivs. Bd. 6–8). Klostermann, Frankfurt am Main 1977–1983.
  - Bd. 1: Philosophische und politische Schriften. [1976] 1977 (Vorschau bei Google Bücher).
  - Bd. 2: Militärische Schriften. 1977 (Vorschau bei Google Bücher).
  - Bd. 3: Briefe. 1983 (Vorschau bei Google Bücher).
- als Übersetzer: Martin Heidegger, Vier Seminare. Le Thor 1966, 1968, 1969. Zähringen 1973. Übersetzung der französischen Seminarprotokolle. Klostermann, Frankfurt am Main 1977 (Japanische Übersetzung 1985, amerikanische Übersetzung 2003).
- Ernst Barlach, Hugo Körtzinger und Hermann Reemtsma. Auch ein Beitrag zur Biographie der letzten Lebensjahre Ernst Barlachs. Hrsg.: Freundeskreis Hugo Körtzinger e. V. Hejo, Hannover 1988.
- Die Kristallnacht in Hannover. Erinnerungen eines damals Fünfzehnjährigen. Zeichnungen Ernst Wolfhagen. Charis, Hannover [1988].
- „Welteroberer“ und Dichten im Werk Rimbauds. In: Kunst und Technik. Gedächtnisschrift zum 100. Geburtstag von Martin Heidegger. Hrsg. von Walter Biemel und Friedrich-Wilhelm von Herrmann. Klostermann, Frankfurt am Main 1989, S. 403–424 (Vorschau bei Google Bücher), und Zu „Aisé à porter“ von René Char. In: ebda., S. 444–452.
- als Hrsg. mit Erwin Tecklenbor: Das Maß des Verborgenen. Heinrich Ochsner, 1891–1970, zum Gedächtnis. Charis, Hannover 1981.
- als Hrsg. Martin Heidegger: Hölderlins Hymne „Andenken“. Freiburger Vorlesung Wintersemester 1941/42 (= Gesamtausgabe. Abt. 2: Vorlesungen. Bd. 52). Klostermann, Frankfurt am Main 1982 (italienische Übersetzung 1997).
- Martin Heidegger: Seminare (= Gesamtausgabe. Abt. 1: Veröffentlichte Schriften 1910–1976. Bd. 15). Hrsg. von Curd Ochwadt. Klostermann, Frankfurt am Main 1986. 2., durchgesehene Auflage 2005 (italienische Übersetzung 1992; chinesische Übersetzung 2018).
- Hugo Körtzinger. Bilder, Plastiken, Schriften. Auswahl, lebensgeschichtlicher Bericht und Erörterung einzelner Fragen von Curd Ochwadt. Schäfer, Hannover 1991.
- René Char: Die Sonne der Wasser. Schauspiel für ein Fischergemälde. Übersetzt und mit einem Nachwort von Curd Ochwadt. Lambert Schneider, Gerlingen 1994.
- René Char: Einen Blitz bewohnen. Ausgewählte Gedichte, französisch-deutsch (= Fischer-Taschenbuch, 12675). Mit Kommentaren von Lothar Klünner, Curd Ochwadt, Jean Voellmy und Horst Wernicke. Hrsg. Horst Wernicke. Fischer, Frankfurt am Main 1995.
- Verirrungen eines Heidegger-Biographen. Bedauerliche Auslassungen des Professors Hugo Ott in den Jahren 1996/1997. Eine Dokumentation. Zusammengestellt und mit Kommentaren von Curd Ochwadt. Charis, Hannover 1997
- Martin Heidegger: Zu Hölderlin. Griechenlandreisen (= Gesamtausgabe. Abt. 3: Unveröffentlichte Abhandlungen, Vorträge, Gedachtes. Bd. 75). Hrsg. von Curd Ochwadt. Klostermann, Frankfurt am Main 2000 (japanische Übersetzung 2003).
- Gespräche mit dem Wein. In: Die Pforte. Arbeitsgemeinschaft für Geschichte und Landeskunde in Kenzingen e. V. Bd. 17, 1997, Nr. 32/33, S. 40–44.
- La nuit de la Victoire. Traduction de Jean-Luc Evard, revue par l’auteur. In: Pascal David (Hrsg.): L’enseignement par excellence. Hommage à François Vezin. L’Harmattan, Paris 2000, S. 275–284
- Wortnot – Urgence de la parole. Traduction par Philippe Arjakovsky. In: Hadrien France-Lanord, Fabrice Midal (Hrsg.): La fête de la pensée. Hommage à François Fédier. Lettrage, Paris 2001, S. 128–143 (acht Gedichte, deutsch und französisch).
- Johann Friedrich Jugler: Wie ich mich beym Brunnentrinken habe ärgern müssen. Wer mich nicht lesen will, der kanns ja bleiben lassen. Nach zwei Jahrhunderten und 312 Monaten neu ans Licht gestellt vom Ururururenkel des Autors [d. i. Curd Ochwadt]. Charis, Hannover 2002.
- Werner Kraft: Zwischen Jerusalem und Hannover. Die Briefe an Curd Ochwadt. Hrsg. von Ulrich Breden und Curd Ochwadt. Wallstein, Göttingen 2004 (Vorschau bei Google Bücher).
- Wilhelm Graf zu Schaumburg-Lippe – falsch und richtig. Selbstverlag, [Hannover 2005]

## Belege
1. ↑  Dazu weiterführend Ute Harbusch: Gegenübersetzungen. Paul Celans Übertragungen französischer Symbolisten. Wallstein, Göttingen 2005, ISBN 3-89244-881-7, zugleich Dissertation, Universität Aachen, 2002, S. 215.
2. ↑  Die Übersetzung überwachte Heidegger, siehe Richard Capobianco: Engaging Heidegger. University of Toronto Press, Toronto 2010, ISBN 978-1-4426-4159-4, S. 10.

| Personendaten    | Personendaten                                                  |
| ---------------- | -------------------------------------------------------------- |
| NAME             | Ochwadt, Curd                                                  |
| KURZBESCHREIBUNG | deutscher Schriftsteller, Übersetzer, Herausgeber und Verleger |
| GEBURTSDATUM     | 27. März 1923                                                  |
| GEBURTSORT       | Hannover                                                       |
| STERBEDATUM      | 17. Juli 2012                                                  |
| STERBEORT        | Hannover                                                       |